# مصطفی بارزانی
مصطفی بارزانی (به کردی: مه‌لا مسته‌فا بارزانی؛ ۱۴ مارس ۱۹۰۳ – ۱ مارس ۱۹۷۹) معروف به ملا مصطفی بارزانی از رهبران جنبش ملی‌گرای کرد و نخستین رهبر حزب دموکرات کردستان عراق بود. او سال‌های متعدد، رهبری عملیات مسلحانه برای خودمختاری کردستان عراق را به عهده داشت.

## زندگی‌نامه
مصطفی بارزانی در روستای بارزان در کردستان عراق (در آن هنگام بخشی از امپراتوری عثمانی) متولد شد.
او در سال‌های ۱۹۳۱ و ۱۹۳۲ به‌همراه برادر بزرگ‌ترش، شیخ احمد بارزانی، از سران جنبش استقلال کردستان بود. در ۱۹۳۵ با سرکوب این جنبش، او به‌همراه برادرش به سلیمانیه تبعید شد. ملا مصطفی در ۱۹۴۲ از سلیمانیه گریخت و شورش جدیدی را علیه بغداد آغاز کرد که نهایتاً ناموفق بود. بعد از آن ملا مصطفی به‌همراه هزار نفر از طرفداران و خانواده‌هاشان به ایران مهاجرت کرد.
در دسامبر ۱۹۴۵، حزب دموکرات کردستان با حمایت اتحاد جماهیر شوروی تشکیل جمهوری کردستان در مناطق شمال‌غربی ایران را اعلام کرد. ملا مصطفی از ژنرال‌های نامی جمهوری کردستان و فرمانده کل قوای کردستان در آن ایام بود. در این ۱۱ ماه و در تاریخ ۱۶ اوت ۱۹۴۶، حزب دموکرات کردستان عراق نیز در بغداد تأسیس شد و بارزانی (به‌صورت غیابی) به‌عنوان نخستین رئیس این حزب نیز هم‌زمان انتخاب شد.
بعد از خروج نیروهای شوروی از ایران در ماه مه ۱۹۴۶ جمهوری مهاباد دچار ضعف شد و نهایتاً در دسامبر ۱۹۴۶ توسط نیروهای ایران سرکوب شد و رهبرانش اعدام و زندانی شدند. اما مصطفی بارزانی موفق شد بعد از یک‌سری جنگ‌های پارتیزانی به عراق برود. در آن‌جا نیز او دچار مشکل شد و نهایتاً با حدود ۵۰۰ نفر از بهترین پیشمرگه‌هایش بعد از جنگ‌هایی، از طریق خاک ترکیه و ایران به آذربایجان در اتحاد جماهیر شوروی رفت و در آن‌جا، ضمن خلع سلاح، پناهنده شد.
در ۱۹۵۱ بسیاری از پیشمرگه‌های بارزانی موفق شدند در باکو مستقر شوند و بعضاً به تحصیلات خود ادامه دهند. بارزانی شخصاً به مسکو رفت و به تحصیل در رشتهٔ علوم سیاسی و نظامی پرداخت و با تبعیدی‌های کرد آن زمان تماس حاصل کرد.
در نبودِ ملا مصطفی در عراق، بارزانی‌ها با مشکلات زیادی مواجه شدند. بارزانی‌ها فاقد رهبری شده بودند و اختلافات در حزب دموکرات کردستان شدت یافته بود. جناح چپ حزب دموکرات، به رهبری جلال طالبانی و چند نفر دیگر، غالباً از کردهای سلیمانیه تشکیل می‌شد که با بارزانی همواره دچار اختلاف بودند. طرفداران بارزانی ،طالبانی و کادر سیاسی متمایل به او را غیرقابل اعتماد به‌شمار می‌آورند. اختلافات فرهنگی بین آن‌ها به صورت‌های گوناگون ظاهر شده و با اختلاف‌نظرهای سیاسی نیز توأم شده است. در نبودِ ملا مصطفی در عراق، رهبری حزب دموکرات کردستان عراق بعد از جدل‌هایی به دست طرفداران طالبانی افتاد، و بارزانی‌ها، علاوه بر فشار سیاسی از طرف دولت عراق، فشارهایی را از جانب کردها متحمل شدند. این اختلافات حل نشد و با برگشتن بارزانی‌ها به عراق منجر به برخورد و جدایی گردید.
در ۱۹۵۸ و پس از کودتای ضدسلطنتی عراق، بارزانی توسط نخست‌وزیر وقت، عبدالکریم قاسم، به عراق دعوت شد. او همراه با استقبالی کم‌نظیر به عراق بازگشت و خواستار استقلال نواحی کردنشین شمال عراق شد. این موضوع باعث پیداشدن اختلافاتی بود که نهایتاً در ۱۹۶۱ به حملهٔ نیروهای دولت مرکزی و قاسم علیه کردستان انجامید. بارزانی و همراهانش در نتیجه مجدداً به کوهستان‌های کردستان پناه بردند.
در مارس ۱۹۷۰، رهبران کردستان با بغداد به توافقاتی رسیدند و با به رسمیت شناخته شدن قومیت و زبان کردی و موقعیت برابر آن‌ها با اعراب تأکید شد.
در مارس ۱۹۷۴، مصطفی بارزانی این بار با حمایت آمریکا و دولت شاهنشاهی پهلوی جنگ جدیدی علیه دولت عراق به رهبری حزب بعث عراق را آغاز کرد که با پیروزی‌های بزرگی همراه بود. در این دوره سرلشکر عبدالعلی منصور پور رابط بین ساواک، محمدرضا شاه بوده و تأمین خواسته‌های گروه بارزانی را بر عهده داشت.
در اوایل سال ۱۹۷۵، توافق‌نامه‌ای در الجزیره بین شاه ایران و صدام حسین بر سر اروندرود امضا شد و در نتیجه ایران هرگونه کمک به شورش کردهای عراق را متوقف کرد و فشار زیادی بر شورش کردها وارد آورد که باعث عقب‌نشینی موقتی وی و تنها ماندنش شد.
سال بعد، دوباره حزب و پیشمرگان به رهبری بارزانی کار خود را از سر گرفتند، ولی بعد از مدتی به‌علت بیماری، برای معالجهٔ سرطان ریه به ایالات متحده رفت و نهایتاً در ۱ مارس ۱۹۷۹ در بیمارستان جورج تاون، در واشینگتن، آمریکا درگذشت.
خانوادهٔ بارزانی دوباره با جدیت تمام مبارزه را از سر گرفتند. پسر او، مسعود بارزانی، رهبر کنونی حزب دموکرات کردستان عراق است. وی از سال ۲۰۰۵ تا ۲۰۱۷ رئیس حکومت کردستان عراق بود.